# Bitter & Sweet (RYTHEMの曲)
「Bitter & Sweet」（ビター・アンド・スイート）は、日本の音楽デュオ・RYTHEMの1作目の配信限定シングル。

## 解説
- RYTHEM初の配信限定シングルで、シングル曲としては初のYUKA作詞作曲である。
- ソニー・ミュージックエンタテインメントの着うた配信で、ウィークリーで1位を獲得した作品である。
- ビデオクリップはドラマ仕立てとなっており、監督はフジテレビの中江功、主演は佐藤めぐみと細田よしひこである。なお、着ムービーはNTTドコモバージョンとauバージョンがあり、両者でドラマの結末が異なっている。
- プロモーションビデオの中に出ているスポーツはラクロスである。
- なお、同曲はアルバム『23』に収録された。初回限定盤に付属されているDVDにNTTドコモバージョンのビデオクリップが収録されている。

## 概要
1. Bitter & Sweet（作詞・作曲：加藤有加利／編曲：益田TOSH）

## 収録アルバム
- 23 (#1)
- BEST STORY (#1)